# Basud
Basud é um município de  terceira classe de renda municipal (d) na província Camarines Norte, nas Filipinas. De acordo com o censo de 1 de maio  de  2020 possui uma população de 45 133 pessoas e 10 409 domicílios.